# W Muozzart!
W Mouzzart! è un film del 2025 diretto da Sebastiano Rizzo.

## Trama
Tommaso, un tempo un bravo ragazzo, ora è entrato nel mondo criminale. È ricercato dai malavitosi e in una stazione di servizio in Puglia conosce Justine, una ragazza francese, la quale vuole raggiungere Giovinazzo, il paese di origine dell'ex fidanzato.

## Produzione
Il film, diretto da Sebastiano Rizzo su soggetto e sceneggiatura di Beppe Cino, è stato prodotto da Corrado Azzollini e Serena Porta per Apulia Film Fund di Apulia Film Commission e Regione Puglia.

## Distribuzione
Presentato nella selezione ufficiale del Bari International Film Festival 2025, nella sezione «A Sud». Il film è stato distribuito il 27 marzo 2025 da Draka Distribution.

## Accoglienza
Il film è stato accolto con recensioni miste da parte della critica cinematografica.